# Júlia Lemmertz
Júlia Lemmertz Dias (Porto Alegre, 18 marzo 1963) è un'attrice brasiliana.

## Biografia
Figlia d'arte (i suoi genitori erano Lílian Lemmertz e Linneu Dias), Júlia Lemmertz ha debuttato nel cinema all'età di 5 anni recitando accanto alla madre nella pellicola As Amorosas (1968). In seguito, nel 1971, è apparsa nel suo secondo film intitolato Cordélia, Cordélia, affiancando anche stavolta la madre. A partire dal 1981 ha iniziato a recitare in varie serie televisive e telenovelas; tornerà alla ribalta cinematografica nel 1986 con il film A Cor do Seu Destino. 
Nel 1999 si è fatta conoscere a livello internazionale recitando accanto al padre e all'allora marito Alexandre Borges nel film Un bicchiere di rabbia diretto da Aluizio Abranches. Nel 2002 ha interpretato nuovamente un altro ruolo da protagonista nel secondo lungometraggio di Abranches intitolato Il cuore criminale delle donne. Il sodalizio cinematografico con il regista è proseguito con il controverso film From Beginning to End - Per sempre, diretto nel 2009.

## Vita privata
Júlia Lemmertz si è sposata nel 1987 con il produttore televisivo Álvaro Osório, dal quale ha avuto la sua prima figlia Luísa. Nel 1990 i due hanno annunciato la separazione.
Nel 1991, durante le riprese del film Mil e Uma, Júlia ha conosciuto l'attore Alexandre Borges che ha sposato due anni più tardi e dalla cui unione è nato nel 2000 il figlio Miguel. La Lemmertz e il suo secondo marito si sono separati nel 2015 dopo ventidue anni di matrimonio.

## Filmografia parziale

### Cinema
- As Aventuras de Mário Fofoca, regia di Adriano Stuart (1982)
- Patriamada, regia di Tizuka Yamasaki (1984)
- A Cor do seu Destino, regia di Jorge Duran e Tereza Gonzalez (1987)
- Lua de Cristal, regia di Tizuka Yamasaki (1990)
- Vaidade (corto), regia di Vicente Amorim e David França Mendes (1990)
- Jenipapo, regia di Monique Gardenberg (1995)
- Glaura (corto), regia di Guilherme de Almeida Prado (1997)
- Mangueira - Amor à Primeira Vista, regia di Marco Altberg (1997)
- A Hora Mágica, regia di Guilherme de Almeida Prado (1999)
- Un bicchiere di rabbia (Um Copo de Cólera), regia di Aluizio Abranches (1999)
- Tiradentes, regia di Oswaldo Caldeira (1999)
- Amor Que Fica, regia di Marco Altberg (1999)
- Até que a Vida nos Separe, regia di José Zaragoza (2000)
- Il cuore criminale delle donne (As Três Marias), regia di Aluizio Abranches (2002)
- Joana e Marcelo, Amor (Quase) Perfeito, regia di Marco Altberg (2002)
- Cristina Quer Casar, regia di Luiz Villaça (2003)
- Acquaria, regia di Flavia Moraes (2003)
- Jogo Subterrâneo, regia di Roberto Gervitz (2005)
- Gatão de Meia Idade, regia di Antonio Carlos da Fontoura (2006)
- Meu Nome Não É Johnny, regia di Mauro Lima (2008)
- Mulheres Sexo Verdades Mentiras, regia di Euclydes Marinho (2008)
- Onde Andará Dulce Veiga?, regia di Guilherme de Almeida Prado (2008)
- Bela Noite Para Voar, regia di Zelito Viana (2009)
- From Beginning to End - Per sempre (Do Começo ao Fim), regia di Aluizio Abranches (2009)
- Amor?, regia di João Jardim (2011)

### Televisione
- Adolescenza inquieta (Os Adolescentes) (1981-1982)
- Nido di serpenti (Ninho da serpente); altro titolo: Parenti terribili (1982)
- Porto dos Milagres (2001)
- O Beijo do Vampiro (2002)
- Celebridade (2003-2004)
- Alma Gêmea (2005)
- Fina estampa (2011-2012)
- Guerra dos sexos (2012)
- Em família (2014)

## Premi e candidature
- Brazilia Festival of Brazilian Cinema 
  - 1986: Miglior attrice non protagonista (A Cor do seu Destino)

- Gran Premio del Cinema Brasiliano 
  - 2000: Miglior attrice (Un bicchiere di rabbia) - Nomination
  - 2002: Miglior attrice (Nelson Gonçalves) - Nomination
  - 2003: Miglior attrice (Il cuore criminale delle donne) - Nomination
  - 2007: Miglior attrice non protagonista (Jogo Subterrâneo) - Nomination
  - 2009: Miglior attrice non protagonista (Meu Nome Não É Johnny)

- Prêmio Qualidade
  - 2002: Miglior attrice televisiva non protagonista (O Beijo do Vampiro)
  - 2008: Miglior attrice non protagonista (Meu Nome Não É Johnny) - Nomination
  - 2009: Miglior attrice televisiva in una serie o progetto speciale (Tudo Novo de Novo)

- Prêmio Contigo
  - 2003: Miglior personaggio cattivo femminile (O Beijo do Vampiro) - Nomination